# Vojni muftiluk u Bosni i Hercegovini
Vojni muftiluk, muftijstvo Islamske zajednice u Bosni i Hercegovini koje djeluje na području Bosne i Hercegovine. Sjedište muftijstva je u Sarajevu. Trenutačni muftija je Nesib ef. Hadžić (od 2024.).

## Povijest
Protokol o organiziranju i funkcioniranju vjerske službe muslimana u Federalnom ministarstvu odbrane i Vojsci Federacije Bosne i Hercegovine, potpisan 25. rujna 1999. godine. Danas je Vojni muftiluk integriran u sve sfere obrane, uspostavljen u skladu sa standardima vjerskih službi modernih vojski, spreman za nove izazove u multireligijskom i multinacionalnom kolektivu, te je postao nezaobilazna cjelina u sustavu obrane Bosne i Hercegovine. 
Imamska služba u Vojnom muftiluku brine o vjerskom životu muslimana angažiranih u organizacionim jedinicama Ministarstva obrane BiH i Oružanih snaga Bosne i Hercegovine. Poslovi vojnih imama čuvaju tradiciju imamskog poziva prema organizacionoj strukturi Islamske zajednice u Bosni i Hercegovini i standardima vojne vjerske službe NATO-a.

## Muftije
| #  | Ime i prezime        | Mandat započeo | Mandat završen | Napomene |
| -- | -------------------- | -------------- | -------------- | -------- |
| 1. | Ismail ef. Smajlović | 1999.          | 2014.          |          |
| 2. | Hadis ef. Pašalić    | 2014.          | 2024.          |          |
| 3. | Nesib ef. Hadžić     | 2024.          | Trenutačno     | [ 1 ]    |

## Organizacija
Vojni muftiluk je organiziran kao: Ured vojnog muftije, ured glavnog imama, ured brigadnog imama i ured bataljonskog imama.

## Vanjske poveznice
- Službene stranice Vojnog muftiluka